# Kožlí (Vysočina)
Kožlí é uma comuna checa localizada na região de Vysočina, distrito de Havlíčkův Brod.